# Širkovce
Širkovce é um município da Eslováquia, situado no distrito de Rimavská Sobota, na região de Banská Bystrica. Tem 17,71 km² de área e sua população em 2018 foi estimada em 977 habitantes.

## Demografia
| Ano:        | 1994 | 2004    | 2014   | 2024   |
| ----------- | ---- | ------- | ------ | ------ |
| Broj ljudi: | 764  | 903     | 954    | 963    |
| Razlika:    |      | +18,19% | +5,64% | +0,94% |

| Ano:               | 2023 | 2024   |
| ------------------ | ---- | ------ |
| Número de pessoas: | 962  | 963    |
| Diferença:         |      | +0,10% |